# Árneshreppur
Árneshreppur es un municipio localizado al noroeste de Islandia, al noreste de la región de Vestfirðir. 

## Población y superficie
Con una población es de 54 habitantes (2013), es el menos poblado de Vestfirðir y de toda Islandia. Tiene una superficie de 724 kilómetros cuadrados para una densidad de 0,07 habitantes por kilómetro cuadrado. 

## Poblados y límites
El pueblo Djúpavík en el fiordo Reykjarfjörður está situado en el municipio. Otros pueblos son Gjögur, Niðurfjörður y Krossness. Por el noroeste limita con el municipio de Ísafjarðarbær, por el norte y por el oriente lo baña el océano Ártico, por el sur municipio de Kaldrananeshreppur y por el oeste con el Strandabyggð. Se encuentra a pocos kilómetros del círculo polar ártico. Sus costas presentan numerosos fiordos.